# Hadersdorf-Kammern
Hadersdorf-Kammern è un comune austriaco di 2 016 abitanti nel distretto di Krems-Land, in Bassa Austria; ha lo status di comune mercato (Marktgemeinde).